# Argyris Kampetsis
Argyris Kampetsis (Grieks: Αργύρης Καμπετσής) (Athene, 6 mei 1999) is een Grieks voetballer die door Willem II van Panathinaikos FC gehuurd wordt.

## Carrière
Argyris Kampetsis speelde in de jeugd van Aris Petroupolis, AEK Athene en Olympiakos Piraeus. Na een seizoen in het tweede elftal van Borussia Dortmund keerde hij in 2018 terug naar Griekenland, waar hij een contract tekende bij Panathinaikos FC. Hier debuteerde hij op 1 september 2018 in het betaald voetbal, in de met 3-1 gewonnen thuiswedstrijd tegen PAS Lamia, waarin hij de assist op de 2-1 van Dimitrios Emmanouilidis gaf. Enkele weken later scoorde hij tegen Levadiakos zijn eerste doelpunt. In drie seizoenen scoorde hij zeven doelpunten, vooral uit invalbeurten. Begin 2021 was hij een paar maanden vaste basisspeler, niet in de spitspositie, maar als linksbuiten. In het seizoen 2021/22 wordt hij verhuurd aan Willem II, wat een optie tot koop bedong.

### Statistieken
| Seizoen                      | Club                 | Land           | Competitie        | Competitie | Competitie | Beker | Beker | Totaal | Totaal |
| Seizoen                      | Club                 | Land           | Competitie        | Wed.       | Dlp.       | Wed.  | Dlp.  | Wed.   | Dlp.   |
| ---------------------------- | -------------------- | -------------- | ----------------- | ---------- | ---------- | ----- | ----- | ------ | ------ |
| 2017/18                      | Borussia Dortmund II | Duitsland      | Regionalliga West | 14         | 0          | –     | –     | 14     | 0      |
| 2018/19                      | Borussia Dortmund II | Duitsland      | Regionalliga West | 0          | 0          | –     | –     | 0      | 0      |
| 2018/19                      | Panathinaikos FC     | Griekenland    | Super League      | 20         | 2          | 4     | 1     | 24     | 3      |
| 2019/20                      | Panathinaikos FC     | Griekenland    | Super League      | 18         | 0          | 2     | 1     | 20     | 1      |
| 2020/21                      | Panathinaikos FC     | Griekenland    | Super League      | 19         | 3          | 1     | 0     | 20     | 3      |
| 2021/22                      | → Willem II          | Nederland      | Eredivisie        | 11         | 0          | 1     | 0     | 12     | 0      |
| Carrièretotaal               | Carrièretotaal       | Carrièretotaal | Carrièretotaal    | 82         | 5          | 8     | 2     | 90     | 7      |
| Bijgewerkt op 2 januari 2022 |                      |                |                   |            |            |       |       |        |        |